# Friedrich Preuß

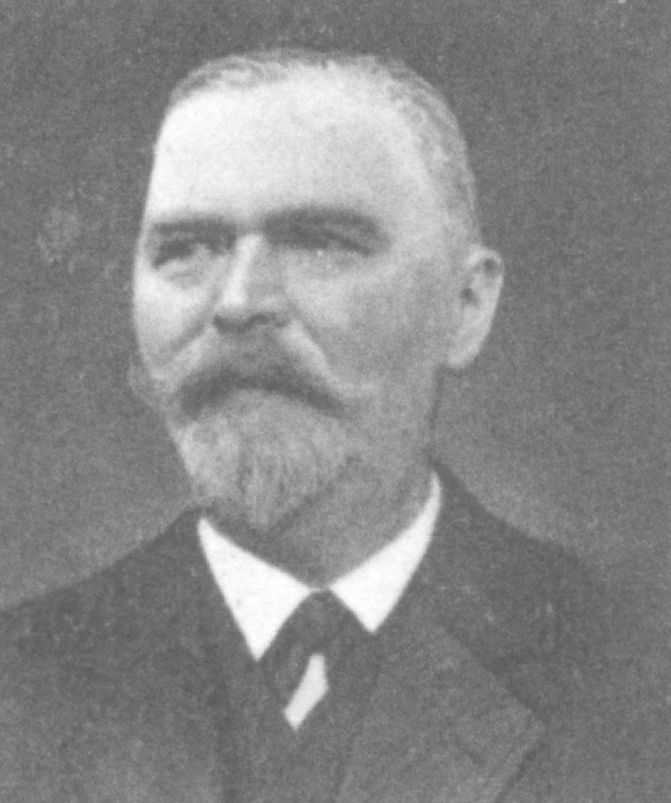
Friedrich Preuß als Reichstagsabgeordneter 1912

Friedrich Preuß (* 14. November 1850 in Oliva-Glettkau; † 3. Februar 1914 in Berlin) war Pädagoge und Mitglied des Deutschen Reichstags.

## Leben
Preuß besuchte das Gymnasium in Neustadt und die Universität Königsberg. Er studierte Geschichte und alte Sprachen, bestand die Staatsprüfung und promovierte 1874. Danach war er erst Gymnasiallehrer in Rößel und Kulm, dann Direktor des Progymnasiums in Neumark von 1886 bis 1896, Direktor des Gymnasiums in Kulm bis 1900 und seit 1901 Direktor des Gymnasiums in Braunsberg. In Neumark war er auch Stadtverordnetenvorsteher, in Kulm und Braunsberg Stadtverordneter. Ausgezeichnet wurde er mit dem Roten Adlerorden IV. Klasse.
Ab 1912 war er Mitglied des Deutschen Reichstags für den Reichstagswahlkreis Regierungsbezirk Königsberg 6 (Braunsberg-Heilsberg) und die Deutsche Zentrumspartei.
Er starb im St.-Ursula-Stift in der Berliner Lindenstraße infolge eines Herzschlages.